# Castello di Umbriano
Il castello di Umbriano è un castello in rovina nel comune di Ferentillo (TR).

## Storia
Il castello venne costruito sul versante nord del monte S. Angelo nell'890 subito dopo le incursioni saracene in Umbria in una posizione dominante e naturalmente imprendibile. Difendeva, assieme alla rocca di Ferentillo, l'importante abbazia di San Pietro in Valle. Durante la sua millenaria storia ebbe vari passaggi di proprietà e seguì sostanzialmente le vicissitudini di Ferentillo che, dopo esser stato riportato al rango di comune, lo ricomprò nel 1860. Privo di collegamenti stradali con la Valnerina e di attrattive economiche ha subito, nel secondo dopoguerra, un progressivo spopolamento, comune a tutti i centri minori umbri, e dal 1950 risulta essere completamente abbandonato.

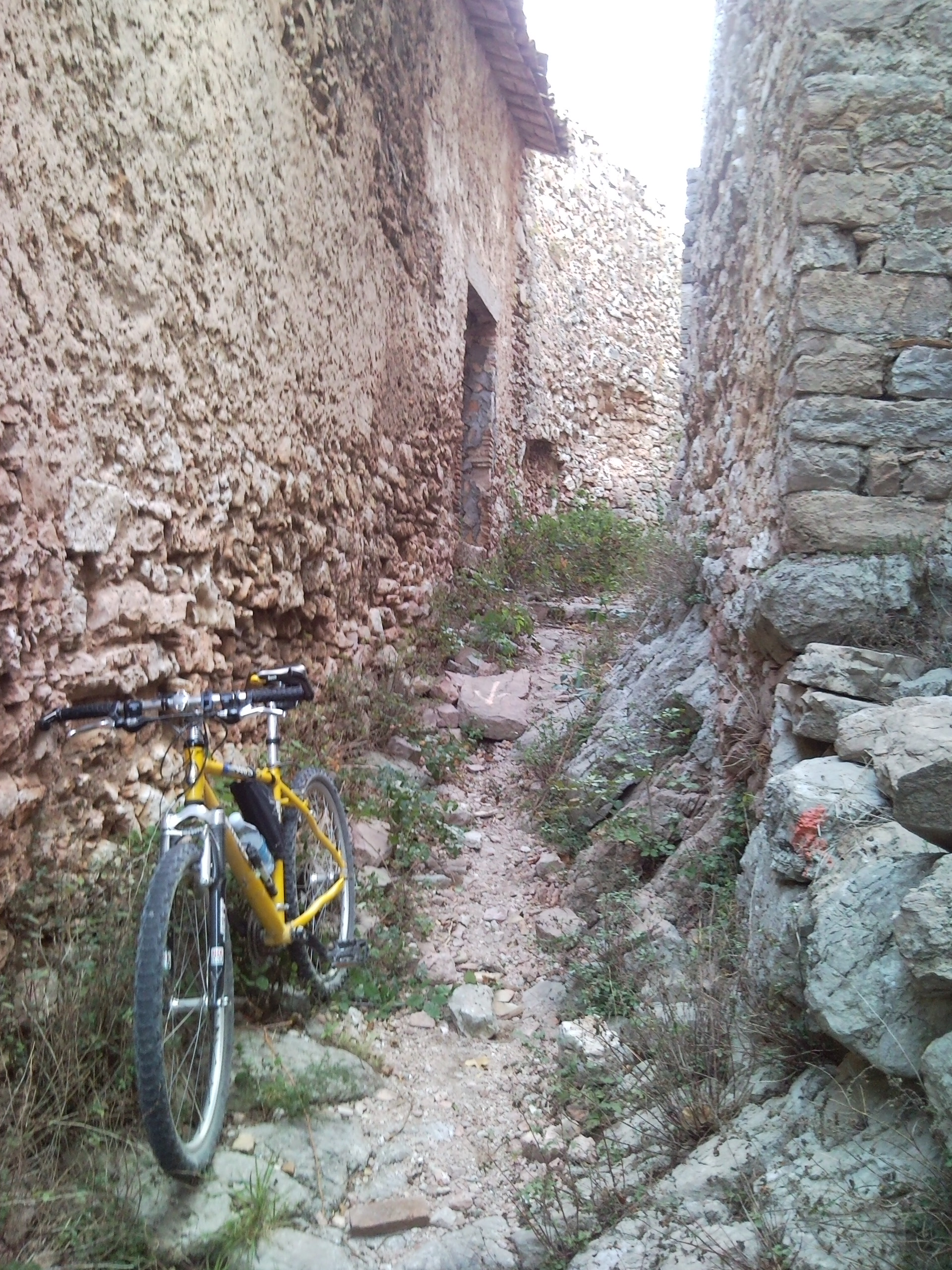
Passaggi interni del castello di Umbriano

Oltre al castello c'è una chiesa nel paese che conserva al suo interno degli affreschi de Lo Spagna: San Sebastiano e Crocifissione con l'Eterno.